# Liste von Persönlichkeiten aus Sorengo
Diese Liste enthält in Sorengo geborene Persönlichkeiten und solche, die in Sorengo ihren Wirkungskreis hatten, ohne dort geboren zu sein. Die Liste erhebt keinen Anspruch auf Vollständigkeit.

## Persönlichkeiten

### In Sorengo geboren

#### Bis 1950

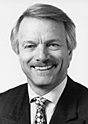
Adriano Cavadini

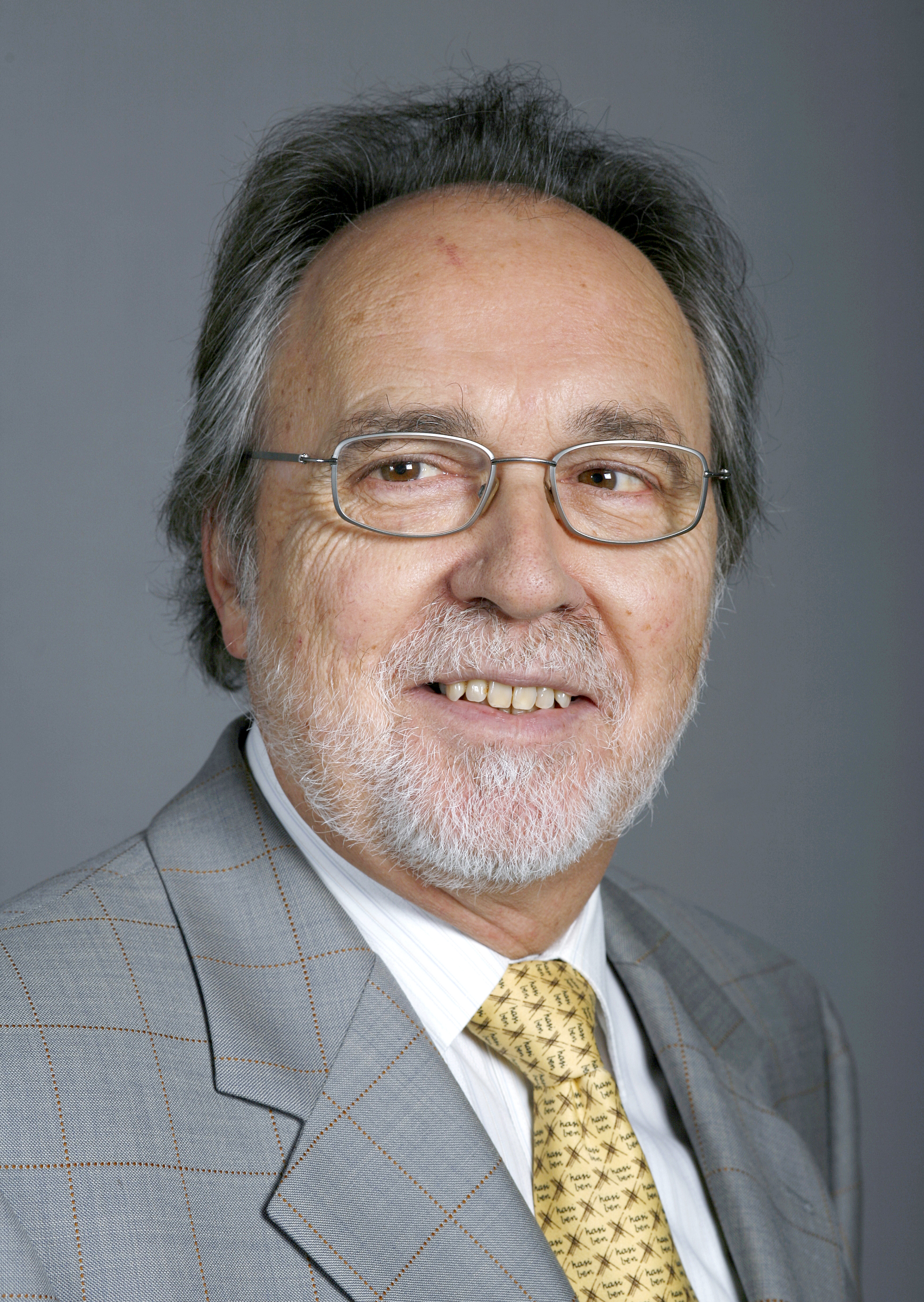
Dick Marty

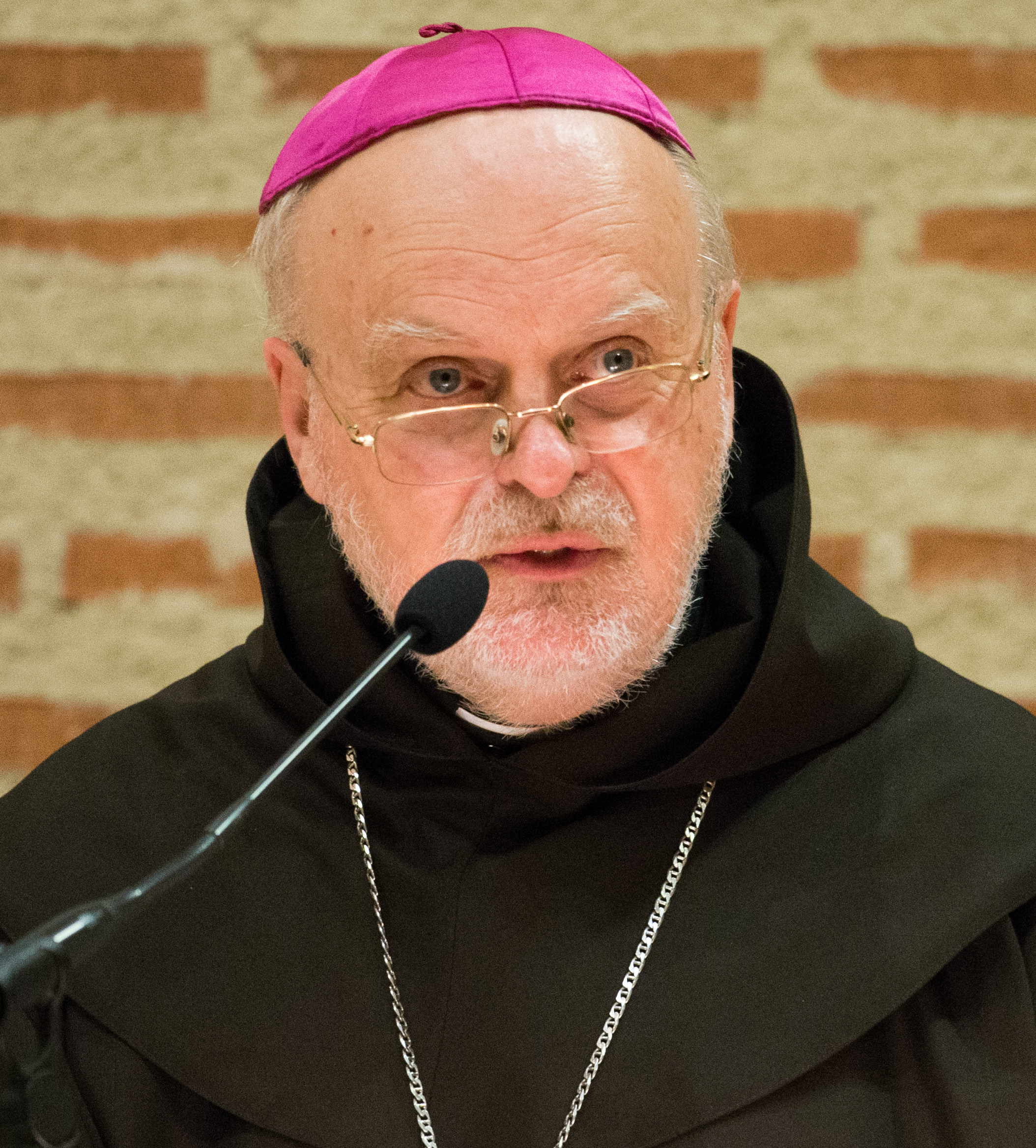
Bischof Anders Arborelius (2015)

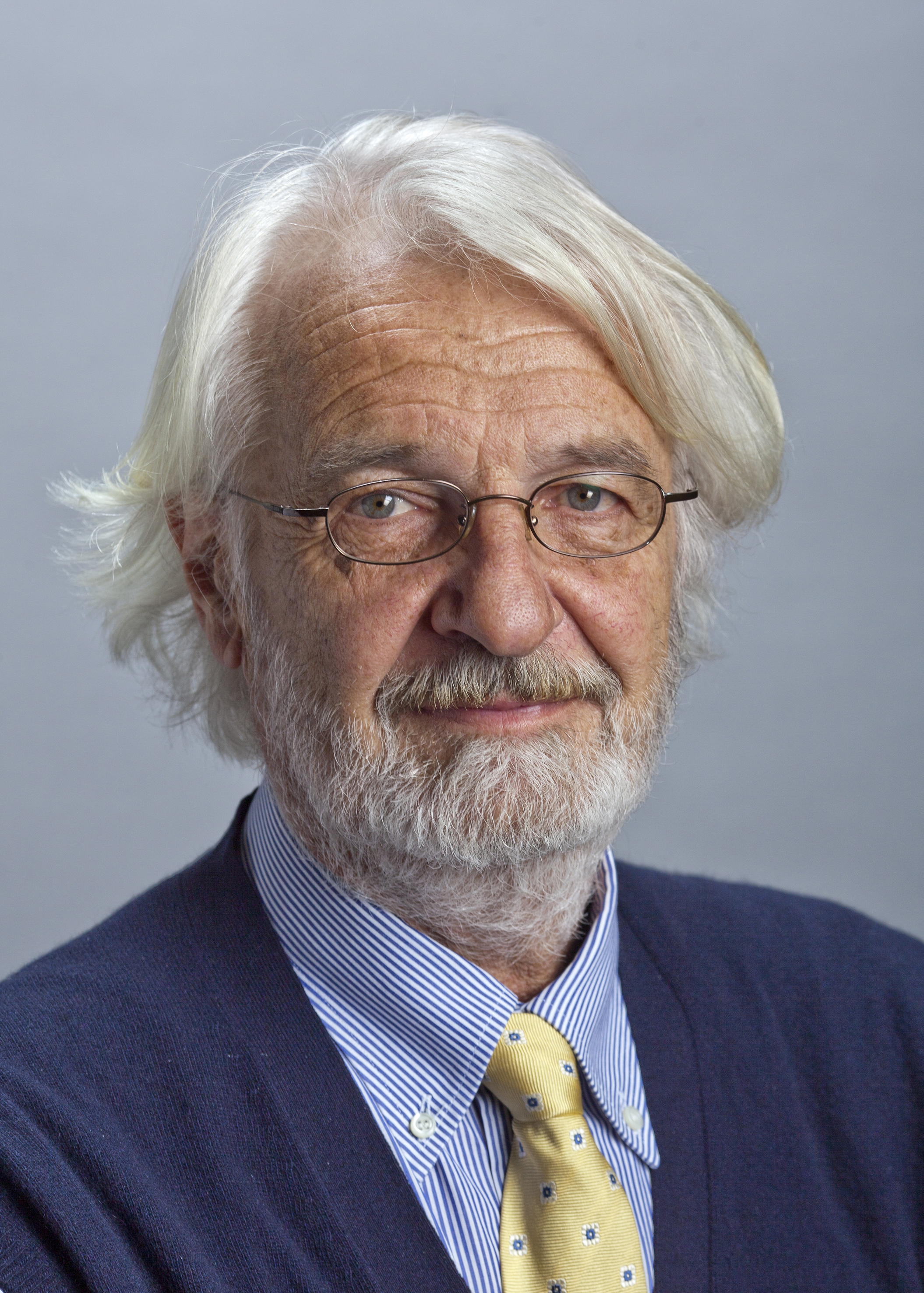
Pierre Rusconi

- Giovan Battista Lampugnani (* um 1780; † 15. Juni 1856 in Biasca), Priester, Propst der Stiftskirche San Pietro von Biasca, Dekan[1]
- Rosanna Carloni (* 30. Oktober 1936), Kunstmalerin, Zeichnerin, Sekundarlehrerin. Sie schuf Schwarze Hand, schwarzer Stein, Silberspitze und Graphit. Sie war in der Redaktion von Art Pages und Herausgeber von Rovio Editions[2]
- Giancarlo Durisch (1935–2013), Architekt, Gastprofessor und Vertreter der Tessiner Architektur
- Massimo Pini (1936–2003), Jurist, Journalist, Politiker, Tessiner Grossrat, Nationalrat
- Aldo Pagani (* 4. Februar 1937), Maler, Lehrer, Zeichner schuf Bleistift- und Tuschezeichnung, Pastell, Ölmalerei und Mischtechnik[3]
- Marco Bernasconi (* 21. April 1940), bis 1990 Direktor der Amministrazione Cantonale Contribuzioni, Dozent an der Università della Svizzera italiana, Journalist und SUPSI-Professor für Steuerrecht, Doktor der Geisteswissenschaften-Zeitgeschichte an der Katholischen Universität Mailand, vierjähriges Studium der Politikwissenschaften und der Geschichte; Magister der Geschichtswissenschaften, Magister der Wissenschaft, Philosophie und Theologie der Religionen an der Theologischen Fakultät in Lugano.[4][5]
- Giorgio Hoch (* 27. April 1940), Fotograf[6]
- Luisa Carloni (* 2. Dezember 1940), Kunstmalerin, Zeichnerin, Stecherin, Lehrerin für visuelle Erziehung[7]
- Marco Krähenbühl (* 1941; † 10. Januar 2025), Architekt, studierte Architektur an der ETH Zürich, Dozent für Architektur (1983–1997) und dann Dozent für architektonische Gestaltung (1997–1999) an der Scuola Universitaria Professionale della Svizzera italiana (SUPSI), politiker (SP), tessiner Grossrat (1971–1982)[8]; von 2005 bis 2017 war er Mitglied der kantonalen Kulturgüterkommission.[9][10]
- Adriano Cavadini (1942), Politiker, Nationalrat
- Elena Ghielmini (* 14. November 1942), Dichterin und Schriftstellerin[11]
- Claudio Generali (* 17. Januar 1943 in Sorengo; † 19. Mai 2017 in Gentilino), aus Giornico, Oekonom der Universität Genf, Bankdirektor (Banca del Gottardo), Politiker (FDP), Tessiner Staatsrat, Vizepräsident der Schweizerischen Radio- und Fernsehgesellschaft (SRG), ehemaliger Präsident der Associazione bancaria ticinese und Präsident der CORSI[12]
- Michael Metzeltin (1943), Romanist
- Gianni Realini (1943), Maler, Zeichner, Radierer schuf Kunstdruck, künstlerische Dekoration von Gebäuden und Transparente für historische Umzüge
- Dick Marty (1945–2023), Anwalt, Jurist, Politiker, Ständerat
- Stefano Bolla (1946), Anwalt, Notar in Lugano (Studio Bolla-Bonzanigo e Associati), Lokalhistoriker, Publizist[13]
- Fiorenza Bassetti (* 21. Dezember 1948), Malerin, Photographin, Computer Art, Druckgrafikerin, Bildhauerin und Installationskünstlerin[14][15]
- Jean-Marc Bühler (* 30. August 1949), Kunstmaler, Grafiker, Zeichenlehrer, Grafiker schuf Collagen und Medaillen[16]
- Lars Anders Kardinal Arborelius (1949), Bischof des Bistums Stockholm, Kardinalpriester mit der Titelkirche Santa Maria degli Angeli e dei Martiri in Rom
- Pierre Rusconi (1949), Politiker und Nationalrat
- Flavio Maspoli (1950–2007), Politiker, Grossrat und Nationalrat

#### 1951 bis 1970

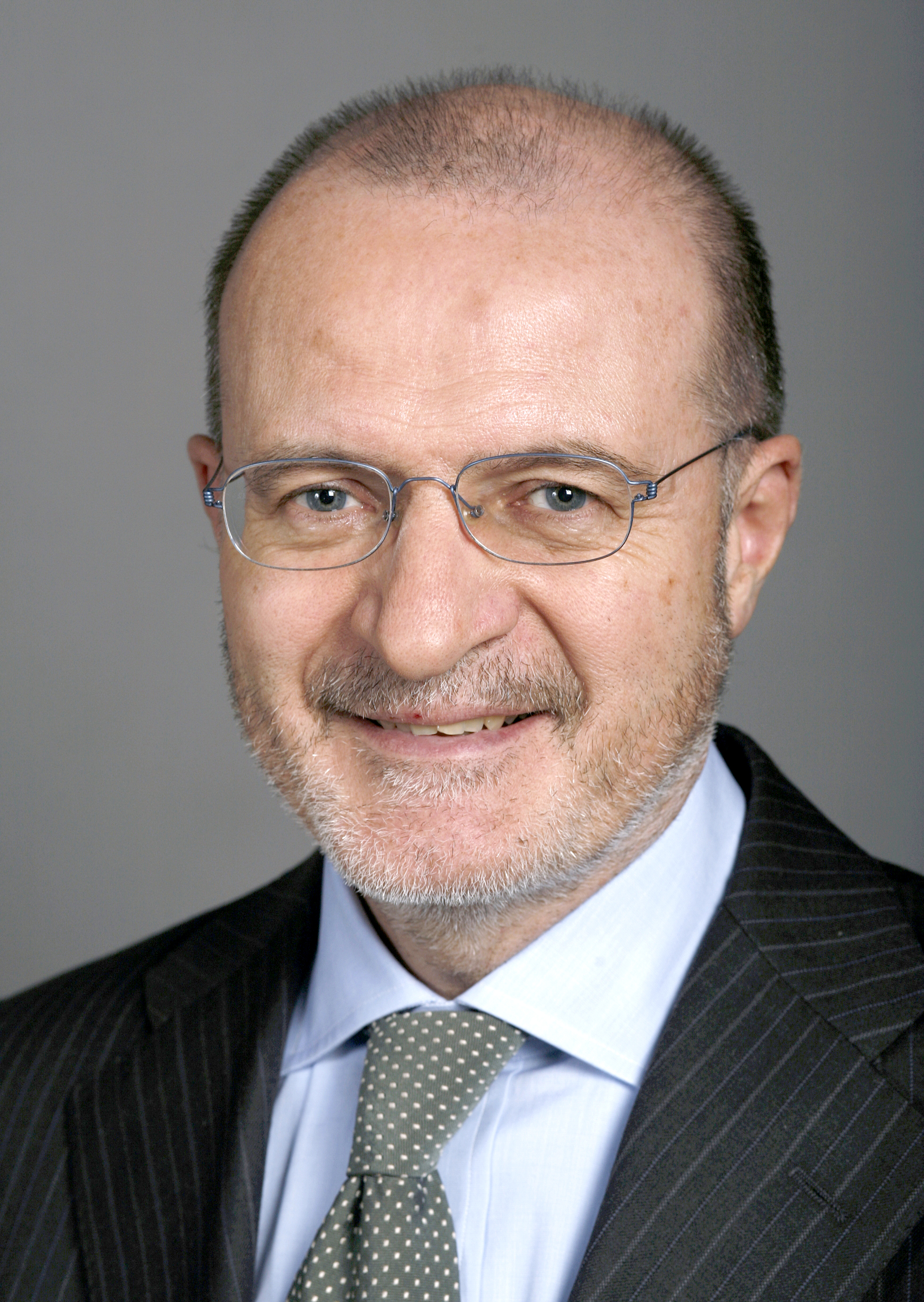
Fulvio Pelli

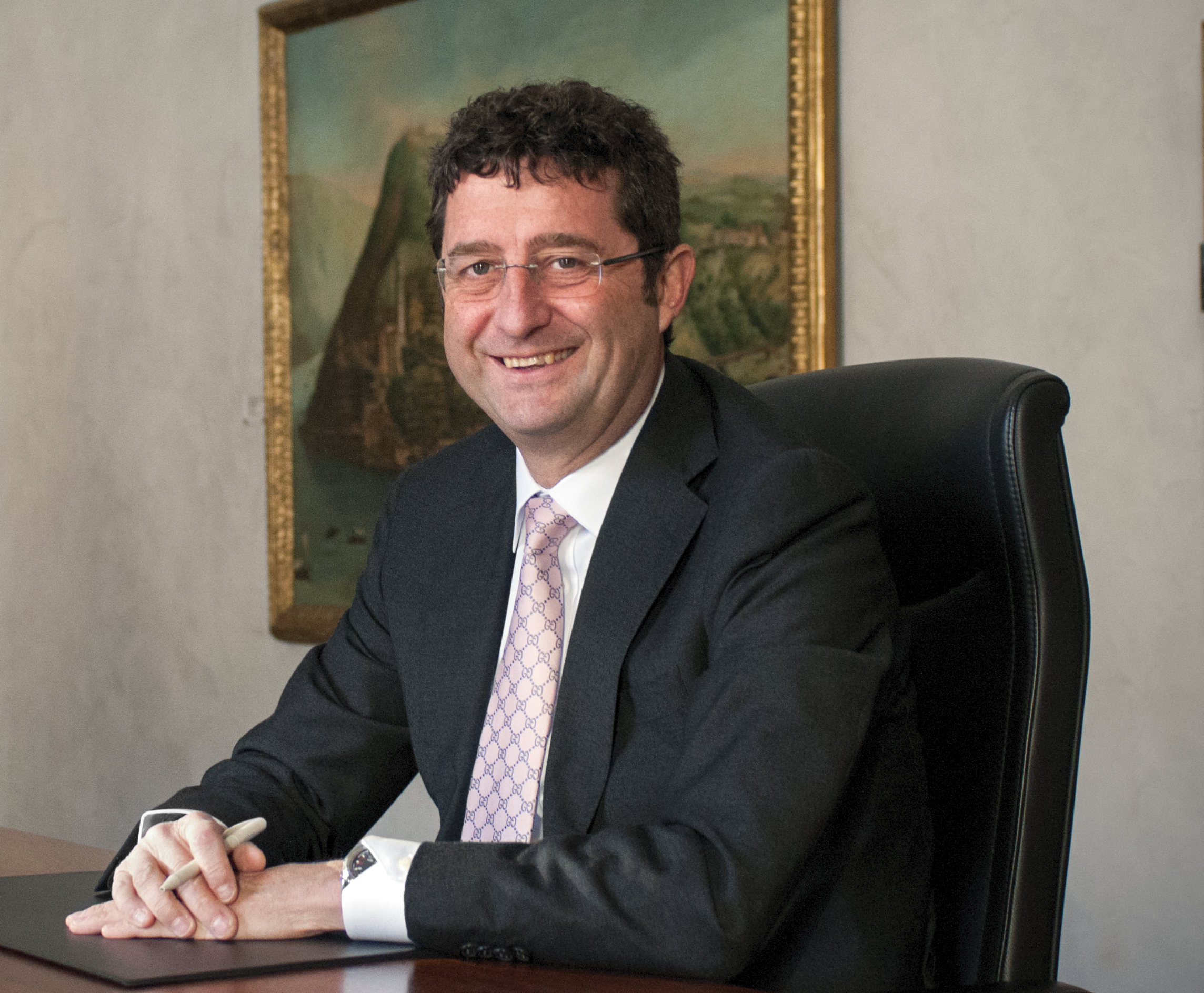
Paolo Beltraminelli

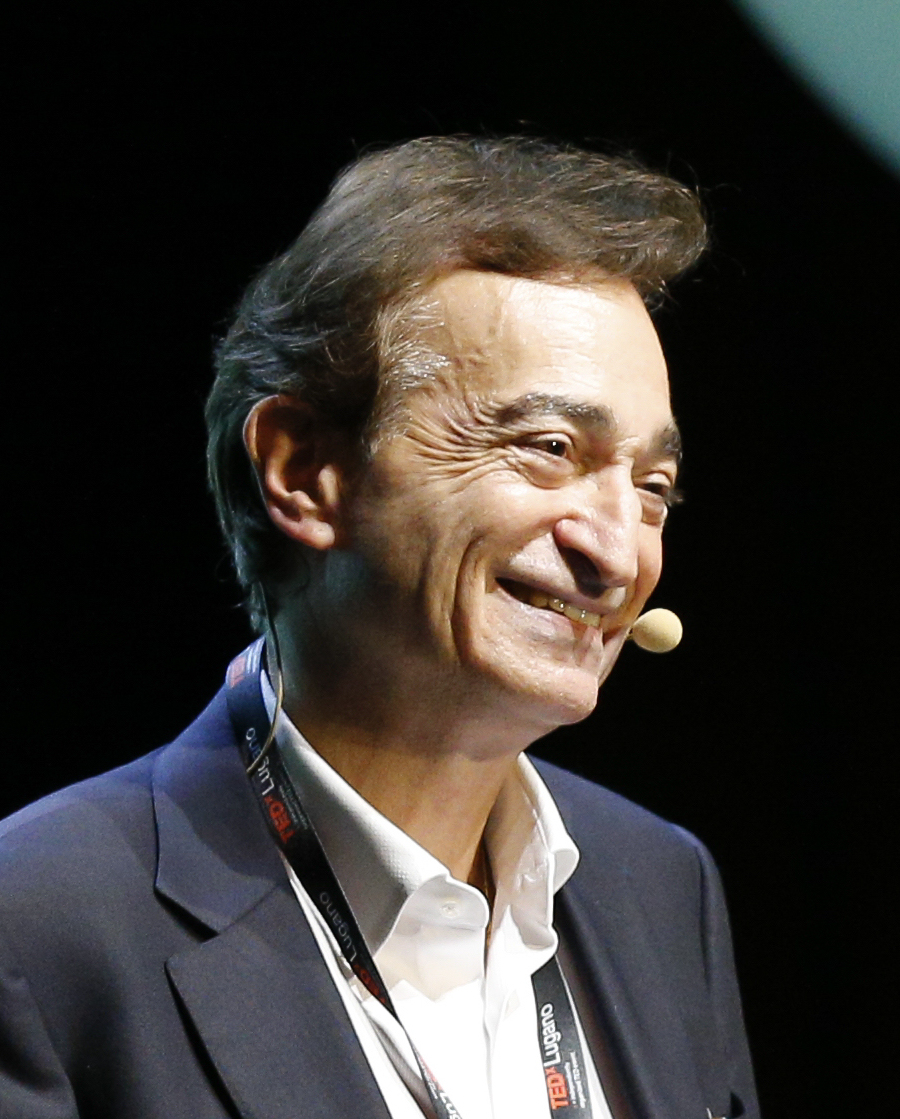
Marco Borradori (2019)

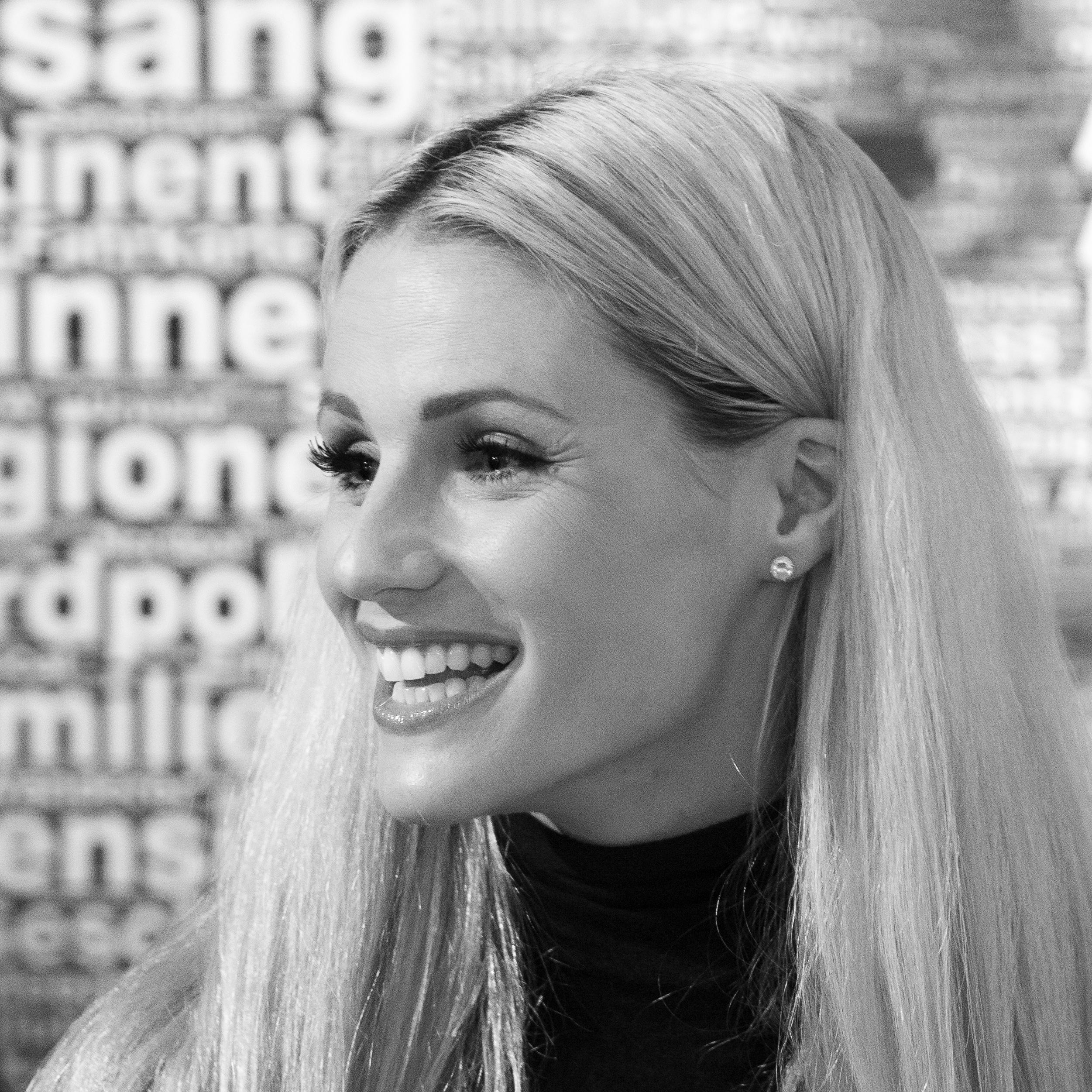
Michelle Hunziker auf der Frankfurter Buchmesse (2018)

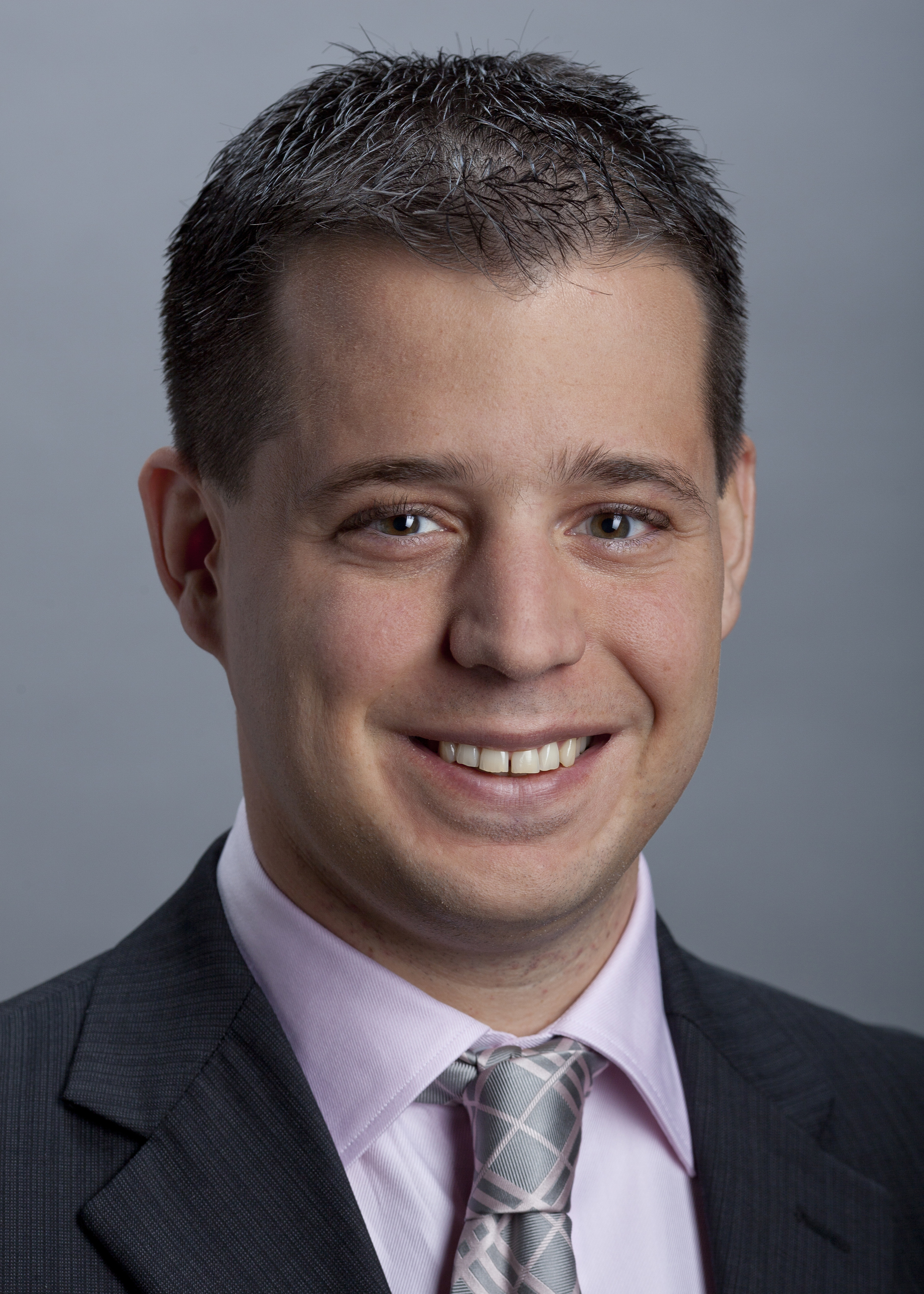
Marco Romano (2011)

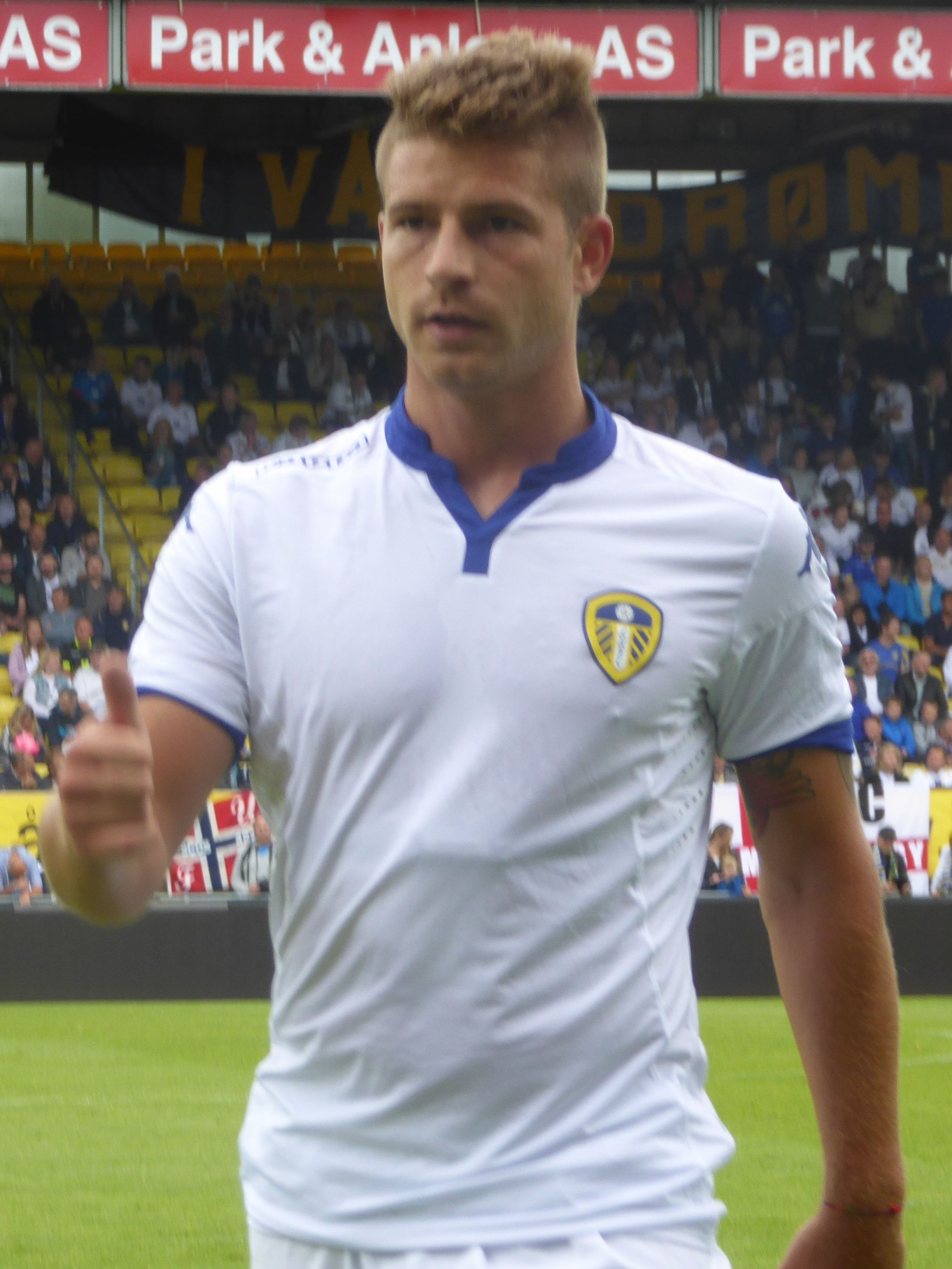
Gaetano Berardi

- Rolf Bräm (* 31. Januar 1951), Kunstmaler, Bildhauer, Zeichner[17]
- Gregorio Pedroli (* 12. März 1951), Maler, Graveur und Zeichenlehrer[18][19]
- Fulvio Pelli (* 1951; heimatberechtigt in Pura TI), Politiker (FDP.Die Liberalen); lebte in Sorengo
- Mario Rossi-Albrizzi (* 8. Dezember 1953), Grafiker, Zeichner, Radierer und Zeichner schuf Kohlezeichnung, Kaltnadel, Mischtechnik und Pastell[20]
- Stefano Donati (* 20. Februar 1954), Sohn von Ugo Donati, aus Astano, Kunstmaler schuf Body Art, Objekt, konzeptionelle Kunst und Skulptur[21]
- Mario Waller (* 21. März 1954), Maler, Zeichner, Bildhauer, Designer, Grafiker schuf Assemblage[22]
- Beat Klein (* 1956), Künstler, Objektkünstler, Plastiker, Installation, Multiple. Seit 1998 Zusammenarbeit mit Hendrikje Kühne[23]
- Luca Ortelli (* 1956), Architekt und Universitätsprofessor
- Fabrizio Crivelli (* 18. April 1956), Bildhauer und Musiker. Im Jahr 1980 trat er dem Haus der Künstler in Mailand bei. Er schuf Zeichnung und Malerei[24]
- Marco Borradori (1959–2021), Politiker, Staatsrat, Regionalrat und Gemeindepräsident von Lugano
- Mario Casella (* 1959), Radio- und Fernsehjournalist, unabhängiger Filmproduzent mehrerer Dokumentarfilme sowie Bergführer, Autor[25]
- Hélène Binet (* 25. Juli 1959), Fotografin von zeitgenössischer und historischer Architektur und Landschaften[26][27][28]
- Nicola Pfund (* 1960), Lehrer und Sportjournalist, Autor vieler Fachaufsätze und von Reiseberichten[29]
- Paolo Beltraminelli (* 1961), Ingenieur, Politiker, Staatsrat
- Simonetta Martini (* 25. März 1961), Malerin, Zeichnerin und Illustratorin. Sie schuf Menschliche und tierische Figuren, Landschaften, Reisen, Wanderungen, allegorische und symbolische Szenen, Romantik und Exotik[30][31]
- Raoul Ghisletta (* 29. Mai 1961), hat in Camorino, Porza, Genf, Novazzano, Genestrerio und Lugano gelebt. Gewerkschaftssekretär VPOD, Politiker (SP), Tessiner Grossrat vom 04. Dezember 1995 bis 09. Mai 2011 (Nachfolger von Franco Cavalli, zurückgetreten), vom 18. Mai 2015 bis 01. Mai 2023 Stellvertreter und seit 2024 Mitglied der Stadtverwaltung der Gemeinde Lugano[32]
- Stefano Spinelli (* 11. November 1963), Filmproduzen, Fotograf und Soziologe[33]
- Nicoletta Mariolini (* 24. April 1964), Ökonomin, Politikerin, Tessiner Grossrätin von 02. Mai 2007 bis 18. April 2013.[34]
- Ulrich Haas (* 1964), deutscher Jurist
- Katharina Böhm (* 1964), österreichische Schauspielerin
- Edoardo Charbon (* 1964), ETH Zürich Elektroingenieur, École polytechnique fédérale de Lausanne EPFL Lehrstuhl fûr Advanced Quantum Architecture[35]
- Danilo Pellegrini (* 24. Juni 1966 in Sorengo), Künstler, Fotograf und Regisseur[36]
- Frieda Schumann (* 1967), Künstlerin[37]
- Nicoletta Bortolotti (* 23. März 1967), Redakteurin, Verlagslektorin und Autorin bei Mondadori; Preise: Comoinrosa, Leonforte (Universität Catania) und Preis Carver[38]
- Felice Puttini (* 1967), Radrennfahrer
- Mickey Hardt (* 1969), luxemburgisches Model, Kampfsportler und Schauspieler
- Wladimir Belli (* 1970), italienischer Radrennfahrer
- Monica Bonfanti (* 1970), Polizistin, Direktorin der Genfer Kantonspolizei
- Maurizio Bortolotti (* 26. Juni 1970), Fotograf, Kritiker und Kurator[39]
- Mattia Cavadini (* 1970), Schriftsteller und Literaturkritiker[40]

#### Ab 1971
- Elisabetta Pellini (* 1974), italienische Schauspielerin
- Lorenzo Quadri (* 1974), Politiker[41]
- Giacomo Simonetti (* 8. März 1974) aus Astano, Kinderarzt, Leiter der Abteilung für pädiatrische Nephrologie Pediatric des Universitätsspital in Bern[42]
- Egidio Perfetti (* 1975), norwegischer Unternehmer und Autorennfahrer
- Patrick Calcagni (* 1977), Radrennfahrer
- Michelle Hunziker (* 1977), schweizerisch-italienische Moderatorin, Sängerin und Model
- Milo Keller (* 6. Dezember 1979), Fotograf. Seit 2007 Lehrer an der École cantonale d’art de Lausanne (ECAL) und seit 2013 Leiter der Abteilung für Fotografie[43]
- Eve Lambert (* 1979), deutsche Schriftstellerin
- Flavia Rigamonti (* 1981), Schwimmerin
- Valentina Pini (* 24. März 1982 in Sorengo), Künstlerin. Sie schuf Bildhauerei, Zeichnung und Installation[44]
- Marco Romano (* 1982), Politiker (Die Mitte, vormals CVP), Jurist, Chefredakteur
- Claudio Bosia (* 1983), italienischer Freestyle-Skier
- Michele Bertini (* 9. September 1985), Unternehmer, Politiker, ehemaliger Mitglied der Gemeindeverwaltung der Stadt Lugano[45]
- Lia Galli (* 1986), Dichterin und Schriftstellerin[46]
- Carla Ferriroli (* 2. Dezember 1987 in Sorengo), Künstlerin, Grafikerin und Ausstellungskuratorin, Studium an der Accademia Albertina in Turin[47]
- Gaetano Berardi (* 1988), Fussballspieler
- Mattia Bottani (* 1991), Fussballspieler
- Lara Gut-Behrami (* 1991), Skirennfahrerin
- Anthony Polite (* 1997), Basketballspieler

### Mit Sorengo verbunden

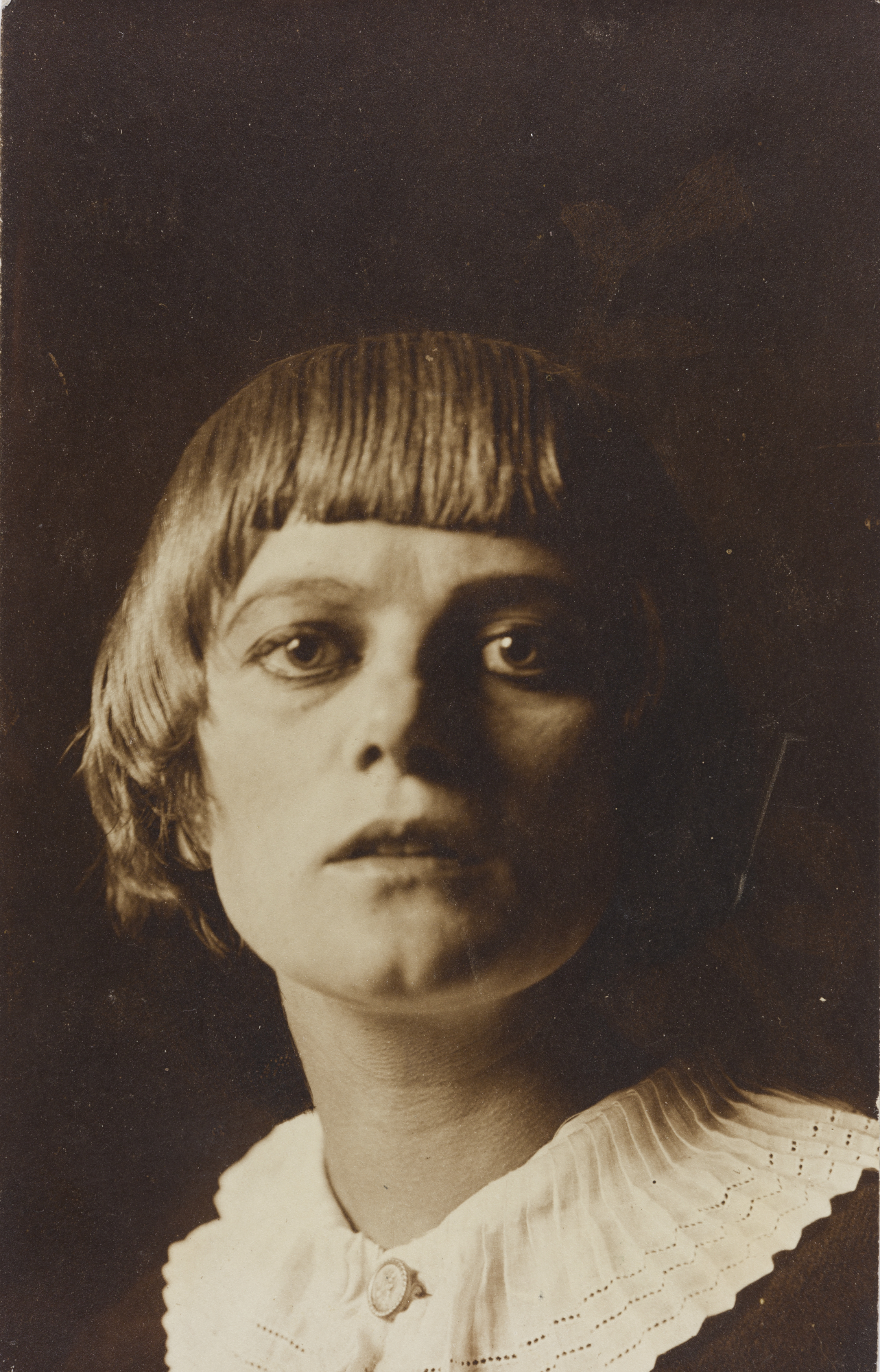
Emmy Hennings, ca. 1906–1910

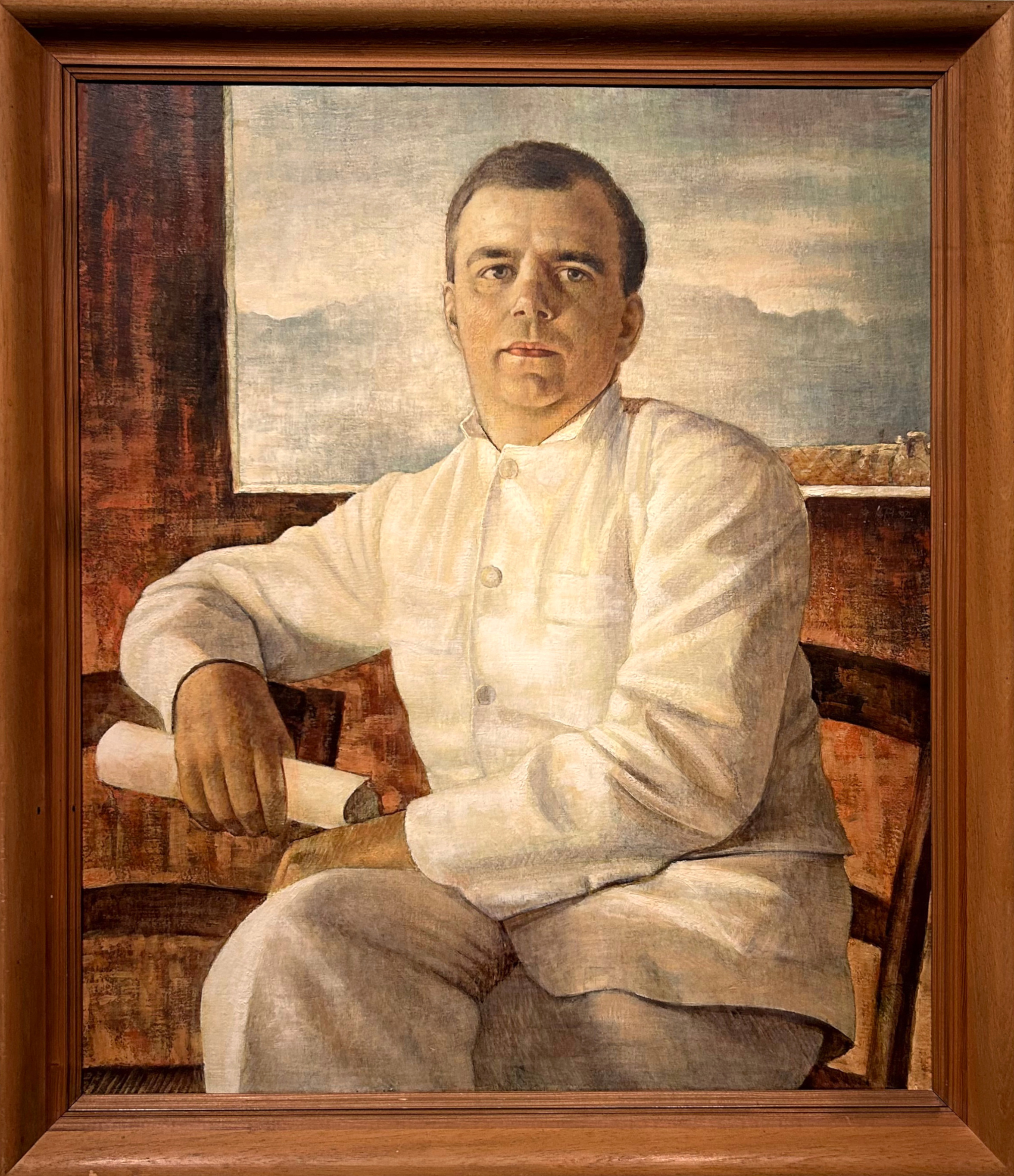
Kurt Kläber um 1930. Gemälde von Maria Braun (1896–1950)

- Pietro Chiesa (* 29. Juli 1876 in Sagno; † 17. März 1959 in Sorengo), Kunstmaler, Zeichner schuf Künstlerische Dekoration von Gebäuden und Illustration, Wandmalerei mit sozialem Hintergrund, intime Familien- und Genreszenen, Porträts und allegorische Themen[48][49][50]
- Emmy Hennings (1885–1948), deutsche Schriftstellerin, Schauspielerin, Kabarettistin
- Regina Conti (* 21. Dezember 1888 in Lugano; † 9. September 1960 in Sorengo), Kunstmalerin schuf Landschaften, Porträts und Stillleben[51][52]
- Helene Wieruszowski (1893–1978), deutschamerikanische Historikerin, verstarb in Sorengo.
- Kurt Held (1897–1959), deutscher Schriftsteller
- Clemente Rezzonico (* 21. April 1897 in Saint-Imier; † 25. Februar 1976 in Sorengo), Diplomat, Botschafter[53]
- Giovanni Battista Molteni (* 30. August 1898 in Cantù; † 12. Juni 1990 in Sorengo), Maler, Wandmaler schuf Zeichnung, Aquarell, Ölgemälde, Fresko, Landschaften und Figuren. Seit 1959 war er in der Schweiz tätig.[54][55][56]
- Corinna Carloni, genannt Cora (1901–1978), Pädagogin, Sekretärin der Tessiner Liga gegen Tuberkulose und Lungenkrankheiten[57]
- Wend zu Eulenburg-Hertefeld (* 28. Oktober 1908 in Liebenberg; † 26. August 1986 in Sorengo), Fürst, Graf[58]
- Maria Antoniette Terribilini-Fluck (* 22. Dezember 1925 in Bellinzona; † 30. September 2011 in Sorengo), Journalistin, Politikerin, Gründerin der Associazione Consumatrici della Svizzera italiana[59]
- Gino Macconi (* 5. Januar 1928 in Intra; † 10. Januar 1999 in Sorengo), Maler, Mosaiker, Grafiker und italienischer Kunsthändler. Seit 1930 war er in der Schweiz tätig und schuf Zeichnung, Mosaik, Grafik und angewandte Kunst[60]
- Walter Fontana (* um 1930 in Cabbio; † 11. Oktober 2007 in Sorengo), Priester, Pfarrer von Breno und Sorengo, Autor.[61] Um 1960 schrieb Walter Fontana an Königin Fabiola von Belgien, die nicht schwanger werden konnte, und an Prinzessin Soraya, die wegen des gleichen Problems vom Schah von Persien, Mohammad Reza Pahlavi, verstoßen wurde.[62]
- Mario A. Redaelli (* 2. Dezember 1933 in Lugano; † 20. Januar 2011 in Sorengo), Archivar, Genealogist, Lokalhistoriker[63][64]
- Sandro Vitalini (* 27. Februar 1935 in Campione d’Italia; † 5. Mai 2020 in Lugano), Priester, Theologe, Generalprovikar der Diozese Lugano, Dozent an der Universität Freiburg (Schweiz), wohnte in Sorengo[65][66]
- Anna Vannotti (* 2. Januar 1951 in Sorengo), aus Bedigliora, Künstlerin und Keramikerin[67]
- Pia Todorović Redaelli (* 12. September 1951 in Oekingen), Studien der Romanistik und Slawistik in Basel, Perugia und St. Petersburg, Promotion mit einer Arbeit über Kinderverse der italienischsprachigen Schweiz. Befasst sich mit Märchen. Lebt als freischaffende Übersetzerin in Sorengo[68][69]
- Maria Rosaria Valentini (* 1963 in San Biagio Saracinisco), Dichterin und Schriftstellerin, wohnt in Sorengo[70][71]
- Andrea Bianchetti (* 1984 in Mailand), Dichter, Redaktor des Cenobio; wohnt in Sorengo[72][73]